# Danica McKellar
Danica Mae McKellar (La Jolla, 3 de janeiro de 1975), é uma atriz americana de ascendência escocesa e portuguesa. É mais conhecida pela sua personagem "Winnie Cooper", na série The Wonder Years (br: Anos Incríveis).
Atualmente escreve livros de matemática voltados para meninas e faz a voz da personagem Miss Marte na animação Young Justice. Recentemente, Danica fez uma participação especial no clipe "Rock N Roll" da cantora canadense Avril Lavigne.
Danica graduou-se em matemática na Universidade da Califórnia. Em 1998, ela, um professor e uma colega provaram um teorema sobre alinhamento de campos magnéticos, batizado de Chayes-McKellar-Winn.
Foi capa da revista Maxim.
McKellar é cristã e frequenta regularmente cultos religiosos. Ela cita Candace Cameron Bure como sendo uma grande influência em sua vida depois que Bure lhe deu uma cópia do Bíblia.